# Deutsche Einheit Fernstraßenplanungs- und -bau GmbH
Die Deutsche Einheit Fernstraßenplanungs- und -bau GmbH (DEGES) ist eine am 7. Oktober 1991 gegründete Projektmanagementgesellschaft. Sie sollte die Planung und Baudurchführung der Verkehrsprojekte Deutsche Einheit (VDE) schneller realisieren, als dies mit den im Aufbau befindlichen Straßenbauverwaltungen der neuen Länder möglich gewesen wäre. Mit der Realisierung von VDE-Zubringern sowie weiterer Bundesfern- und Landesstraßenprojekte wurden ab Ende der 1990er Jahre zusätzliche Aufgaben auf die Gesellschaft übertragen.

## Organisation
Gesellschafter der DEGES waren bei Gründung mit je 25 % Anteilen der Bund und die Rhein-Main-Donau AG sowie mit je 10 % die Bundesländer Brandenburg, Mecklenburg-Vorpommern, Sachsen, Sachsen-Anhalt und Thüringen. 1995 verkaufte die Rhein-Main-Donau AG ihre Beteiligung. Neue Gesellschafter wurden am 30. August 2007 Hamburg, am 4. Juli 2008 Schleswig-Holstein, am 11. Dezember 2009 Bremen, am 9. Juli 2010 Hessen sowie im Jahr 2014 Baden-Württemberg, Berlin und Nordrhein-Westfalen. Seitdem sind der Bund mit einem Anteil von 29,08 % sowie die zwölf Bundesländer mit je 5,91 % an der Gesellschaft beteiligt. Die Eigentümeranteile des Bundes liegen in der Verantwortung des Bundesministeriums für Digitales und Verkehr.
Die Gesellschaft ist in den beteiligten Bundesländern für den Neu- und Ausbau von 3.007 km Bundesfernstraßen mit einem Gesamtinvestitionsvolumen von ungefähr 46,0 Mrd. € verantwortlich. Hinzu kommen sonstige Straßenbauprojekte mit ca. 84 km Länge und einem Investitionsvolumen von ca. 144 Mio. € sowie die Projektrealisierung des Bauteils Tunnelrohbau inkl. Roh- und Ausbau der Stationen des City-Tunnels Leipzig mit einem Investitionsvolumen von ca. 665 Mio. €.
Die Hauptverwaltung der DEGES befindet sich im Berliner Mossehaus. Zweigstellen gibt es in Hamburg, Bremen, Düsseldorf, Frankfurt am Main, Stuttgart und Bautzen.
Ende 2023 beschäftigte die DEGES laut Geschäftsbericht 507 Mitarbeiter. Technischer Geschäftsführer ist Andreas Irngartinger, kaufmännisch-juristischer Geschäftsführer Tobias Papenbrock.
Ursprünglich sollte die DEGES in der neuen Autobahn GmbH des Bundes aufgehen und als Geschäftsbereich Großprojekte die ihr übertragenen Projekte weiterführen. Die geplante Verschmelzung von DEGES und der Autobahn GmbH des Bundes im Jahr 2020 war allerdings aus rechtlichen Gründen nicht umsetzbar.

## Geschichte
Die Gesellschaft wurde am 7. Oktober 1991 gegründet. Das Stammkapital der neuen Gesellschaft in Höhe von 100.000 DM hielten die Bundesrepublik Deutschland (25 Prozent), die Rhein-Main-Donau AG (25 Prozent) sowie die fünf neuen Bundesländer mit zusammen 50 Prozent. Der Aufsichtsrat wurde aus Vertretern des Bundesverkehrs- und des Bundesfinanzministeriums, der Rhein-Main-Donau AG und der neuen Länder gebildet.

## Projekte
Die DEGES betreute bzw. betreut eine Vielzahl an Straßenbauprojekten in der Bundesrepublik. Nachfolgend ist eine Auswahl bisheriger Projekte aufgeführt (Stand Herbst 2023):

### VDE
- A 20 – Lübeck – Stettin (VDE Nr. 10) (in Betrieb)
- A 10 – Ausbau südlicher Berliner Ring (VDE Nr. 11) (in Betrieb)
- A 2 – Hannover – Berlin (VDE Nr. 11) (in Betrieb)
- A 9 – Nürnberg – Berlin (VDE Nr. 12) (in Betrieb)
- A 38 – Göttingen – Halle (VDE Nr. 13) (in Betrieb)
- A 143 – Westumfahrung Halle (VDE Nr. 13) (in Bau)
- A 14 – Halle – Magdeburg (VDE Nr. 14) (in Betrieb)
- A 4 – Eisenach – Görlitz (VDE Nr. 15) (in Betrieb)
- A 44 – Kassel – Eisenach (VDE Nr. 15) (in Bau)
- A 71 – Schweinfurt – Erfurt (VDE Nr. 16) (in Betrieb)
- A 73 – Lichtenfels – Suhl (VDE Nr. 16) (in Betrieb)

### VDE-Zubringer
- A 17 – Breitenau – Dresden-Südvorstadt (B 170) (in Betrieb)
- A 71 – Sömmerda – Dreieck Südharz (A 38) (in Betrieb)
- B 101n – Ludwigsfelde-Ost – Luckenwalde-Nord (in Betrieb)
- B 96n – AS Stralsund (A 20) – Bergen/Rügen (in Betrieb)

### Weitere Projekte
- A 1 – 8-streifiger Ausbau AD HH-Südost – AS HH-Harburg (in Planung)
- A 1 – Ausbau Tank- und Rastanlage Lichtendorf Süd (in Planung)
- A 1 – Ersatzneubau BW 3430 über die Ochtum (in Betrieb)
- A 1 – Ersatzneubau Brücke Hengstey (in Bau)
- A 1 – Ersatzneubau Schwelmetalbrücke (in Bau)
- A 1 – Ersatzneubau Talbrücke Volmarstein (in Betrieb)
- A 1 – Münster – Osnabrück (in Planung)
- A 1 – Neubau PWC-Anlage Grafschaft Mark (in Planung)
- A 1 – Neubau Rastplätze Bergisches Land Ost und West (in Planung)
- A 1 – Umbau der PWC-Anlage Kucksiepen Ost (in Betrieb)
- A 2 – Ausbau Tank- und Rastanlagen Buckautal Nord und Süd (in Planung)
- A 3 – Ausbau PWC-Anlage Logebachtal (in Planung)
- A 3 – Ausbau PWC-Anlage Stinderhof (in Planung)
- A 3 – Ausbau PWC-Anlagee Stindertal (in Planung)
- A 3 – Ausbau Tank- und Rastanlage Hösel (in Planung)
- A 3 – Ausbau Tank- und Rastanlage Ohligser Heide West (in Planung)
- A 3 – Ausbau Tank- und Rastanlage Siegburg Ost (in Planung)
- A 3 – Neubau Lahntalbrücke Limburg (Kreis Limburg-Weilburg) (in Betrieb)
- A 3/A 4/A 59 – Umbau Autobahndreieck Heumar (in Bau)
- A 4 – Ausbau AD Nossen – AS Bautzen-Ost (in Planung)
- A 4 – Fahrbahnerneuerung AD Kirchheim – AS Wildeck/Obersuhl (in Betrieb)
- A 5 – Frankfurt Westkreuz – Nordwestkreuz (in Planung)
- A 7 – Ausbau PWC-Anlage Markwald (in Planung)
- A 7 – Ersatzneubau Rader Hochbrücke (in Bau)
- A 7 – Erweiterung Hochstraße K 20 und Ersatzneubau Brücke K 30 (in Bau)
- A 7 – HH-Othmarschen – Landesgrenze HH/SH (in Bau)
- A 7 – Landesgrenze HH/SH – AD Bordesholm (in Betrieb)
- A 7 – Pilotvorhaben Mustertrasse (in Planung)
- A 7 – Tunnel Altona (in Bau)
- A 7 – Tunnel Schnelsen (in Betrieb)
- A 7 – Tunnel Stellingen (in Betrieb)
- A 10 – Ausbau Tank- und Rastanlagen Am Fichtenplan Nord und Süd (in Planung)
- A 10 – Ausbau Tank- und Rastanlagen Seeberg Ost und West (in Planung)
- A 10/A 24 – AS Neuruppin – AD Pankow (in Betrieb)
- A 13 – Ausbau Tank- und Rastanlage Berstetal Ost (in Planung)
- A 14 – Abschnitt 1.1 (AS Dahlenwarsleben bis AS Wolmirstedt) (in Planung)
- A 14 – Abschnitt 3 (AS Seehausen-Nord bis Wittenberge) (in Bau)
- A 14 – Abschnitt 4 (Wittenberge bis AS Karstädt) (in Planung)
- A 14 – Abschnitt 5 (AS Karstädt bis AS Groß Warnow) (in Betrieb)
- A 14 – AS Leipzig-Ost – AD Parthenaue (in Planung)
- A 14 – Ersatzneubau Muldebrücke (in Bau)
- A 14 – Neubau PWC-Anlagen (in Betrieb)
- A 19 – Neubau PWC-Anlagen (in Betrieb)
- A 19 – Ersatzneubau Petersdorfer Brücke inklusive AS Waren (in Betrieb)
- A 20 – Neubau in Schleswig-Holstein (in Planung)
- A 21 – Ausbau B 404 zur Bundesautobahn und Neubau der Südspange Kiel (in Planung)
- A 23 – AS Tornesch – AD Hamburg-Nordwest (in Planung)
- A 24 – Neubau PWC-Anlagen (in Betrieb)
- A 26 – Neubau Ost (Hafenpassage) (in Planung)
- A 26 – Neubau West (in Bau)
- A 30 – Sanierung AS Rheine-Nord – AS Lotte (in Planung)
- A 40 – Ausbau A 40 (heutige B 1) zwischen AS Dortmund-Ost und AK Dortmund/Unna (in Bau)
- A 40 – Erweiterung der Autobahn inklusive Ersatzneubau der Rheinbrücke Neuenkamp (in Bau)
- A 43 – Neubau PWC-Anlage Hohe Mark West/Ost (in Planung)
- A 44 – Ausbau PWC-Anlage Hoppenberg (in Planung)
- A 44 – Ausbau PWC-Anlage Rohrberg (in Planung)
- A 44 – Ausbau PWC-Anlage Unter den Buchen (in Planung)
- A 44 – Ausbau PWC-Anlagen Schoren und Am roten Ufer (in Betrieb)
- A 44 – Ausbau Tank- und Rastanlage Bühleck Süd (in Planung)
- A 44 – Neubau Lückenschluss Ratingen – Velbert (in Bau)
- A 44 – 6-streifiger Ausbau AK Kassel-West – AD Kassel-Süd (in Planung)
- A 49 – AS Fritzlar – Ohmtal-Dreieck (A 5/A 49) (in Bau)
- A 57 – AS Krefeld-Oppum bis Bundesgrenze D/NL (in Planung)
- A 61 – Landesgrenze Rheinland-Pfalz/Baden-Württemberg – AK Frankenthal (in Planung)
- A 71 – Tank- und Rastanlage Leubinger Fürstenhügel (in Betrieb)
- A 72 – Rathendorf – Borna, einschließlich B 7n (in Betrieb)
- A 81 – Ausbau AK Stuttgart – AS Sindelfingen-Ost (in Planung)
- A 81 – Erhaltung AS Neuenstadt – AK Weinsberg, Instandsetzung Kochertalbrücke (in Planung)
- A 81 – Erhaltung AS Tauberbischofsheim – AS Ahorn (in Planung)
- A 81 – Erweiterung AS Sindelfingen-Ost – AS Böblingen-Hulb (in Bau)
- A 81 – Temporäre Seitenstreifenfreigabe AS Ludwigsburg-Nord – AS Ludwigsburg-Süd (in Planung)
- A 98 – Abschnitt 5 (in Planung)
- A 98 – Abschnitt 6 (in Planung)
- A 98 – Abschnitte 8 und 9 (in Planung)
- A 100 – Ersatzneubau Rudolf-Wissell-Brücke (in Planung)
- A 100 – Ersatzneubau Westendbrücke (in Planung)
- A 100 – Machbarkeitsstudie Überdeckelung zwischen Knobelsdorffbrücke und Kaiserdammbrücke (in Planung)
- A 100/A 115 – Umbau Autobahndreieck Funkturm (in Planung)
- A 111 – Grundsanierung (in Planung)
- A 114 – Ersatzneubau Außenringbrücke (in Betrieb)
- A 281 – Autobahneckverbindung Bremen (in Bau)
- A 661 – Einhausung Frankfurt (in Planung)
- A 480 – Ausbau PWC-Anlagen Gleiberger Land und Silbersee (in Planung)
- B 1/B 55 – Ortsumgehung Erwitte (in Planung)
- B 3 – Ortsumgehung Nieder- und Ober-Wöllstadt (Wetteraukreis) (in Betrieb)
- B 4 – Erfurt – AS Nordhausen (A 38) (in Planung)
- B 6 – Verlegung in Dresden-Cossebaude (in Planung)
- B 6n – in Bremen (in Planung)
- B 31 – Immenstaad – Friedrichshafen/Waggershausen (in Betrieb)
- B 75 – Ersatzneubau Brücke über die Varreler Bäke (in Betrieb)
- B 75 – Wilhelmsburger Reichsstraße (in Betrieb)
- B 87n – Neubau in Sachsen (in Planung)
- B 87n – Ortsumgehung Lübben (in Planung)
- B 90 – Ausbau bei Saaldorf (in Bau)
- B 90n – Anschlussstelle bei Stadtilm – Nahwinden (in Betrieb)
- B 91 – Ausbau zwischen Deuben und Werschen (in Betrieb)
- B 91 – Ortsumgehung Theißen (in Betrieb)
- B 96 – Erweiterung zwischen Neustrelitz und Neubrandenburg (in Planung)
- B 96 – Westtangente Bautzen (in Betrieb)
- B 101/B 169 – Ortsumgehungen Elsterwerda/Plessa (in Planung)
- B 104/B 96 – Ortsumgehung Neubrandenburg (in Betrieb)
- B 107 – Südverbund Chemnitz (in Planung)
- B 111 – Neubau Ortsumgehung Wolgast (in Bau)
- B 112 – Ortsumgehung Eisenhüttenstadt/Neuzelle (in Planung)
- B 167 – Ortsumgehung Finowfurt/Eberswalde (in Planung)
- B 167/B 158 – Ortsumgehung Bad Freienwalde (West) (in Planung)
- B 172n – Ortsumgehung Pirna (in Bau)
- B 173n – Ortsumgehung Flöha (in Betrieb)
- B 178n – Nostitz – A 4 (in Planung)
- B 207 – Fehmarnsundquerung und Fehmarnbeltquerung (in Bau)
- B 212n – in Bremen (in Planung)
- B 236 – Ausbau von der AS Schwerte bis zur Dortmunder Stadtgrenze (in Betrieb)
- B 247 – AS Erfurt-Gispersleben (A 71) – AS Leinefelde-Worbis (A 38) (in Bau)
- B 247 – Umfahrung Gotha (in Planung)
- B 249 – Ortsumgehung Mühlhausen (in Planung)
- B 324 – Ersatzneubau Hochbrücke Bad Hersfeld (in Planung)
- City Tunnel Leipzig (in Betrieb)
- L 3001 – Neubau Carl-Ulrich-Brücke (Stadt Offenbach) (in Betrieb)
- L 3351 – Ortsumgehung Karben/Groß-Karben und Ausbau der K 246 (Wetteraukreis) (in Betrieb)
- S 84 – Neubau Niederwartha – Meißen (in Planung)